# Димитър Марашлиев
Димитър Христов Марашлиев, наричан по прякор Марата, е бивш български футболист, нападател, легенда на ЦСКА (София). Произхожда от бежански род от село Мараш в Беломорска Тракия. Роден е на 31 август 1947 г. в Харманли. Починал в София на 12.07.2018 г.

## Кариера

### Ранна кариера
Марашлиев започва да играе футбол, когато е в 7-и клас, в клуба от родния си град Хеброс (Харманли). През 1963 г. на 16-годишна възраст преминава в Марица (Пловдив). В началото на 1966 г. за няколко месеца е част от отбора на Спартак (Пловдив), с когото дебютира в А група. Записва 6 мача и бележи 2 гола.

### ЦСКА (София)
През лятото на 1966 г. изкарва подготовката с Ботев (Пловдив), но получава повиквателна за казармата. Забелязан е от тогавашния треньор на ЦСКА (София) Стоян Орманджиев и е привлечен при „армейците“. Остава в ЦСКА общо 10 сезона, в които се превръща в клубна легенда. Записва 244 мача със 73 гола в А група.
Става шесткратен шампион на България през 1969, 1971, 1972, 1973, 1975 и 1976 г. и четирикратен носител на Купата на Съветската армия през 1969, 1972, 1973 и 1974 г.
Полуфиналист за КЕШ през 1967 г. „Майстор на спорта“ от 1969 г. За ЦСКА има 26 мача и 9 гола в евротурнирите (21 мача с 8 гола за КЕШ и 5 мача с 1 гол за КНК). На 7 ноември 1973 г. бележи първия гол за успеха с 2:0 над Аякс, с който ЦСКА елиминира от евротурнирите действащия европейски клубен шампион.

### Черно море
През януари 1977 г. преминава в Черно море (Варна), където за един полусезон вкарва 8 гола в 19 мача от Северната Б група. След края на сезон 1976/77 на 30-годишна възраст прекратява кариерата си.

### Национален отбор
Има 8 мача и 3 гола за А националния отбор (1968 – 1973) и 7 мача с 3 гола за Б националния. Участва на СП-1970 в Мексико (в 2 мача). Завършва ВИФ „Георги Димитров“. След прекратяването на състезателната си кариера става треньор в детско-юношеската школа на ЦСКА.